# Германско-колумбийские отношения
Германско-колумбийские отношения — двусторонние дипломатические отношения между Германией и Колумбией. Государства являются полноправными членами Организации Объединённых Наций (ООН) и Всемирной торговой организации.

## История
Первый контакт между двумя государствами состоялся с прибытием на территорию современной Колумбии германского исследователя Амброзиуса Эингера, который умер в 1533 году недалеко от Чинакоты. Дипломатические отношения между Германией и Колумбией были установлены в 1882 году, а в 1892 году они были официально закреплены Актом о ратификации Договора о консульстве, торговле и мореплавании. Когда началась Первая мировая война, Колумбия объявила себя нейтральной, несмотря на протесты Антанты. Самым важным событием в это время стало то, что крейсер «Prinz August Wilhelm» укрылся в Пуэрто-Коломбии, который в конечном итоге был сожжен и потоплен своей командой, когда Германия проиграла войну в 1918 году.
В 1919 году колумбийскими и германскими бизнесменами была основана авиакомпания «SCADTA» (в настоящее время «Avianca»), которая стала второй авиакомпанией в мире.
В межвоенные годы Германия делала упор на «культурную пропаганду», то есть пыталась усилить культурное влияние в Колумбии, хотя интересы этой страны постепенно больше склонялись в пользу Соединённых Штатов Америки. В начале Второй мировой войны Колумбия объявила себя нейтральной, но разорвала дипломатические отношения с Германией после нападения на Перл-Харбор, а затем 27 ноября 1943 года объявила ей войну после серии инцидентов в битвах в Карибское море, в которой германские подводные лодки потопили колумбийские корабли «SS Resolute», «SS Roamar», «SS Urious» и «SS Ruby». Единственным противостоянием, которое имело место, было морское сражение между корветом «ARC Caldas» и подводной лодкой «U-154», которое не привело к человеческим жертвам. Имущество Германии было конфисковано колумбийцами, а граждане Германии были интернированы.
В XXI веке и до подписания мирных соглашений между президентом Колумбии Хуана Мануэля Сантоса и РВСК-АН Германия предлагала финансовую поддержку Колумбии на разрешение конфликта на сумму 75 миллионов евро.

## Торговля
Германия экспортировала продукции в Колумбию на сумму 2 173 254 тысячи долларов США: машинное оборудование, химикаты и автомобили. Колумбия экспортировала продукции в Германию на сумму 449 453 тысячи долларов США: кофе и бананы.

## Дипломатические миссии
- У Германии есть посольство в Боготе[10].
- Колумбия имеет посольство в Берлине и генеральное консульство во Франкфурте, а также почётные консульства в Бремене, Гамбурге и Штутгарте[11].